# Maurice Lorfeuvre
Maurice Lorfeuvre est né à Paris (11e) le 14 octobre 1878 et mort à Saint-Pierremont (Aisne) le 20 juillet 1957.

## Biographie

### Jeunesse
Né de père fondeur en bronze d’art à Paris, Maurice Lorfeuvre est détenteur d'une licence es sciences et d'un diplôme de l’école supérieure d’électricité.
Il commence sa carrière professionnelle comme ouvrier dans une usine d’électricité, puis après divers stages comme subalterne dans des usines électrique et hydraulique en province. Il revient à Paris à 23 ans comme ingénieur à l’Est Lumière où il resta 8 ans.
Il effectue son service militaire au 5e régiment du génie.

### La Première Guerre mondiale
Quand la Première Guerre mondiale est déclarée, il s’engage, bien que réformé pour ozène et myopie, dans l’aviation et atteint le grade de sous-lieutenant. 
Quelque temps plus tard, le lieutenant-colonel Joseph-Albert Deport le rappelle à la section technique d’artillerie au Ministère de la Guerre, où il travaille sous les ordres du colonel Ferrus, adjoint du général Estienne, sur des questions techniques de construction de char d’assaut.
À la suite de son travail sur le char Saint Chamond, il est détaché à la section technique de cavalerie, département automobile, où il collabore à l’étude et la mise au point du char d’assaut Renault. En 1915, en collaboration avec M. de Ségur, directeur général de la société automobile Charron, concepteur de l'Automitrailleuse Charron modèle 1906, il crée à son tour un prototype d'automitrailleuse blindée à tourelle montée sur un châssis Panhard, désormais connu sous le nom d'automitrailleuse de Ségur-Lorfeuvre. Le châssis Panhard s'étant révélé insuffisant, le modèle définitif de 1918 est monté sur le châssis d'un camion américain White dont il prend le nom. 
Ce châssis White, modèle TBC, approuvé le 25 août 1917, est construit sous licence de 1915 à 1922 par Renault, à environ 230 exemplaires. L’originalité de cette invention (qui sera reprise sur l’EBR plus tard) est qu’il y a deux pilotes, l’un à l’avant et l’autre à l’arrière, il peut ainsi rouler dans les deux sens.
Maurice Lorfeuvre termine la guerre comme lieutenant du parc de chars d’assaut de Barbery, et se voit décoré par le général Estienne de la Croix de Guerre.

### Le retour à la vie civile
Après la guerre, il retourne à la réalisation du réseau électrique des mines du Nord à Carvin et Anzin.
En 1921, un de ses parents alors préfet de l’Aisne, mécontent des tarifs consentis par la Compagnie électrique du Nord, le fait nommer à la direction de Société électrique de Voyenne appelée à concurrencer la Compagnie électrique du Nord. La Société électrique de Voyenne alimente alors 13 communes.
Dès 1923, Maurice Lorfeuvre envisage l'automatisation du fonctionnement de ses installations. L'année suivante, il brevète ses améliorations et en communique les résultats à la Société Française des Électriciens, après être couvert par ses brevets.
Il quitte la Société électrique de Voyenne qui distribue, à cette époque, le courant dans 150 communes, et acquiert, en 1925, le moulin de Saint-Pierremont qu'il transforme en une usine électrique. Il y expérimente un prototype de vanne à bascule afin de contrôler le débit de la Serre. La structure de ce système de vannage par levier repose sur les méthodes d'ingénierie créées par Gustave Eiffel.
Maire pendant 10 ans de la commune de Saint-Pierremont, tout en continuant à participer des études en liaison avec l’état-major de l’Armée, notamment sur les avions Bloch, il s’oriente à nouveau, en 1934, vers la création de matériel d’artillerie sur la demande du Ministre de la Guerre.

### La reprise des activités pour l'Armée
Maurice Lorfeuvre met alors au point un matériel de DCA muni d’un système de télécommande et de télémétrie perfectionné permettant aux engins de tir de suivre les mouvements de leur cible. Deux prototypes sont construits pour les services de l’armement français par la S.A.R.L. Lorfeuvre et Cie, dont il est le gérant. 
Fin 1937, il entreprend de vendre son invention à l’armée française qui fait établir un prototype, puis fin 1938, avec la permission du gouvernement français, il commence les négociations pour la vendre au War Office.

### La Deuxième Guerre
Les prototypes sont achevés lorsque survient l’invasion allemande. Au début de l'occupation, il livre les plans complets au réseau Samson. Il est alors en contact avec un agent de Londres du nom de Quesnel, lequel organise la transmission des plans aux alliés.
Au début de l’occupation, Maurice Lorfeuvre, qui n'avait pas quitté la France pour des raisons patriotiques, met au point dans ses ateliers parisiens un remplacement de la traction thermodynamique par la traction électrique dans les véhicules automobiles, équipant ainsi 1 500 véhicules sous sa propre marque V.E.L. (Voiture Électrique Lorfeuvre).
L'Armée allemande apprend l'existence des prototypes du matériel DCA en 1944 et lui en réclame les plans.

## Distinctions
- Croix de guerre 1914–1918[4]